# 山本秀 (ラグビー選手)
山本 秀（やまもと しゅう、1999年6月1日 - ）は、ジャパンラグビーリーグワンリコーブラックラムズ東京に所属するラグビー選手。

## プロフィール
- 京都府京都市伏見区出身。
- ポジションはロック(LO)、フランカー(FL)。
- 身長 190 cm、体重 97 kg
- ニックネームはしゅう。
- ジュニア・ジャパンに選ばれたことがある。
- U20日本代表に選ばれたことがある[1]。

## 略歴
2018年、京都成章高校卒業後、近畿大学に入学。なお京都成章高校時代、高校日本代表に選ばれたことがある。
2021年、近畿大学ラグビー部のFWリーダーに就任。同年5月脳脊髄液減少症になるも4ヶ月後復帰。
2022年、近畿大学卒業後、リコーブラックラムズ東京に加入。同年4月9日に行われたJAPAN RUGBY LEAGUE ONE第12節静岡ブルーレヴズ戦にて途中出場で公式戦初出場を果たした。
2024年6月、ガンガーリンに留学。